# Ziethen (Meclemburgo)
Ziethen è un comune del Meclemburgo-Pomerania Anteriore, in Germania.

Appartiene al circondario della Pomerania Anteriore-Greifswald ed è parte della comunità amministrativa (Amt) di Züssow.